# Parc des Triangles roses

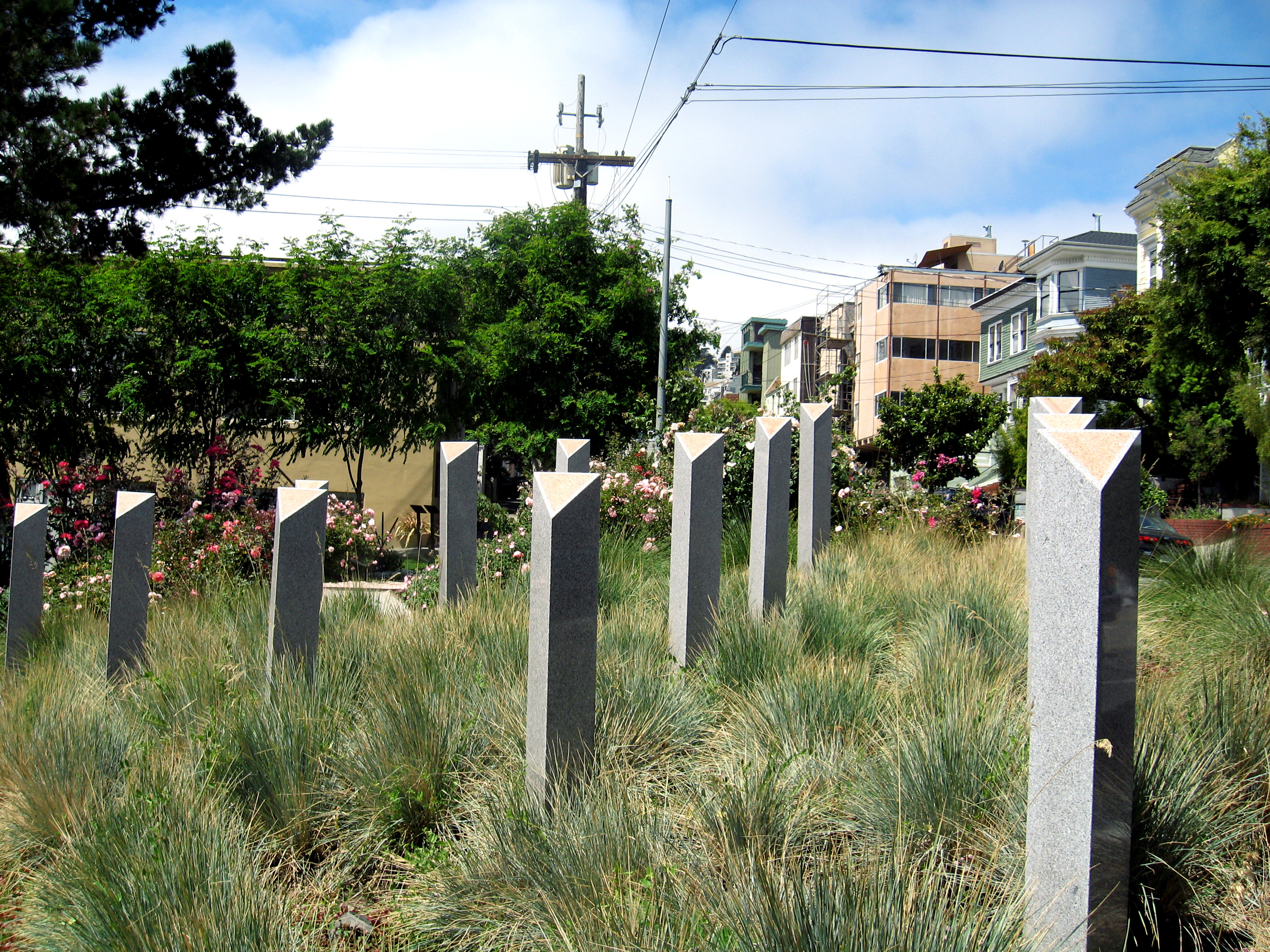
Parc des Triangles roses, monument de l'Holocauste.

Plan du parc.

Le parc des Triangles roses est un mini-parc triangulaire situé dans le quartier Castro de San Francisco, en Californie. Le parc fait moins de 400 m2 et se trouve entre Market Street et 17th Street. Le parc se trouve au-dessus de la Castro Street Station du Métro Muni, en face du Harvey Milk Plaza. C'est le premier mémorial permanent et gratuit aux États-Unis dédié aux milliers d'homosexuels persécutés dans l'Allemagne nazie pendant l'Holocauste de la Seconde Guerre mondiale.

## Présentation
Dans le parc des Triangles roses, quinze « pylônes », ou colonnes triangulaires de granit sont dédiés à des dizaines de milliers d'hommes homosexuels qui ont été tués sous le régime nazi, et par la suite. Dans le centre du parc se trouve un triangle rempli de pierres, dont des cristaux roses. Les visiteurs sont encouragés à prendre un cristal dans le cadre de leur visite du mémorial. La présence récurrente de triangles rappelle que les Nazis forçaient les hommes à porter un triangle rose cousu sur leurs vêtements pour les identifier et les humilier. Le parc des Triangles Roses a été inauguré lors de la journée des droits de l'homme des Nations unies, le 10 décembre 2001 par l'Eureka Valley Promotion Association. 
Selon l'organisation qui gère l'espace, le parc des Triangles roses sert de « rappel physique de la façon dont la persécution de toute personne ou groupe de personnes nuit à toute l'humanité ». Le Castro est le quartier LGBT de San Francisco et des alentours, ainsi qu'une destination touristique pour son rôle dans l'histoire LGBT moderne,.